# ناتشو رامون
ناتشو رامون (بالإسبانية: Ignacio Ramón del Valle)‏ هو لاعب كرة قدم إسباني في مركز الهجوم، ولد في 30 مارس 1999 في ألش في إسبانيا. لعب مع نادي إلتشي.

## وصلات خارجية
- ناتشو رامون على موقع قاعدة بيانات كرة القدم.إي يو (الإنجليزية)
- ناتشو رامون على موقع Soccerway.com (الإنجليزية)